# Pevestorf
Pevestorf ist ein Ortsteil der Gemeinde Höhbeck im Landkreis Lüchow-Dannenberg in Niedersachsen.
Das Dorf liegt direkt an der nördlich fließenden Elbe und an der Erhebung des Höhbeck. Südlich erstreckt sich der Restorfer See.

## Geschichte
Pevestorf befindet sich im Bereich der Siedlungskammer auf der Erhebung des Höhbeck, die über 2000 Jahre von der jüngeren Steinzeit bis zur frühen Eisenzeit als Siedlungs- und Begräbnisplatz genutzt wurde. Dies ergaben Ausgrabungen am Fundplatz Pevestorf auf dem Hasenberg am südlichen Ortsrand von Pevestorf, die das Niedersächsische Landesmuseum in den 1960er Jahren vornahm. 1961 war es zu Zufallsfunden aus der Steinzeit beim Bau eines Wohnhauses in Pevestorf gekommen. Die Grabungen führten zum Auffinden von Grundrissen von Häusern aus mehreren vorgeschichtlichen Zeitabschnitten, darunter ein Hallenhaus von 23 Meter Länge. Die Funde ließen unter anderen Zusammenhänge zur Bernburger Kultur erkennen.
Am 1. Juli 1972 wurde Pevestorf in die Gemeinde Höhbeck eingegliedert.